# Парламентские выборы в Иране (2008)
Парламентские выборы в Иране 2008 года прошли в два тура, 14 марта и 25 апреля. На 290 мест в меджлисе 8-го созыва претендовали около 4500 кандидатов. В выборах участвовали Коалиция реформистов, Объединённый фронт консерваторов и независимые кандидаты...
Население Ирана в 2008 году составляло более 70 млн человек, из которых 47,6 млн имели право голоса. Было открыто около 45 тысяч избирательных участков, которые работали с 8 утра до 10 часов вечера.
Явка на выборах составила около 60 %.

## Итоги
| Коалиция                                     | Число мест (1-й тур) | Число мест (2-й тур) | Число мест (всего) | %      |
| -------------------------------------------- | -------------------- | -------------------- | ------------------ | ------ |
| Консерваторы                                 | 143                  | 52                   | 195                | 67,2 % |
| Реформистское движение Ирана                 | 31                   | 20                   | 51                 | 17,9 % |
| Независимые                                  | 29                   | 10                   | 39                 | 13,4 % |
| Армяне (религиозные меньшинства Ирана)       | 2                    |                      | 2                  | 0,6 %  |
| Ассирийцы (религиозные меньшинства Ирана)    | 1                    |                      | 1                  | 0,3 %  |
| Евреи (религиозные меньшинства Ирана)        | 1                    |                      | 1                  | 0,3 %  |
| Зороастрийцы (религиозные меньшинства Ирана) | 1                    |                      | 1                  | 0,3 %  |
| Всего (Явка: 60 %)                           | 208                  | 82                   | 290                | 100 %  |
| Источник: IPU                                |                      |                      |                    |        |

Победила пропрезидентская партия консерваторов, получившая 67,2 % мандатов в Меджлисе.